# Zhongxing Landmark

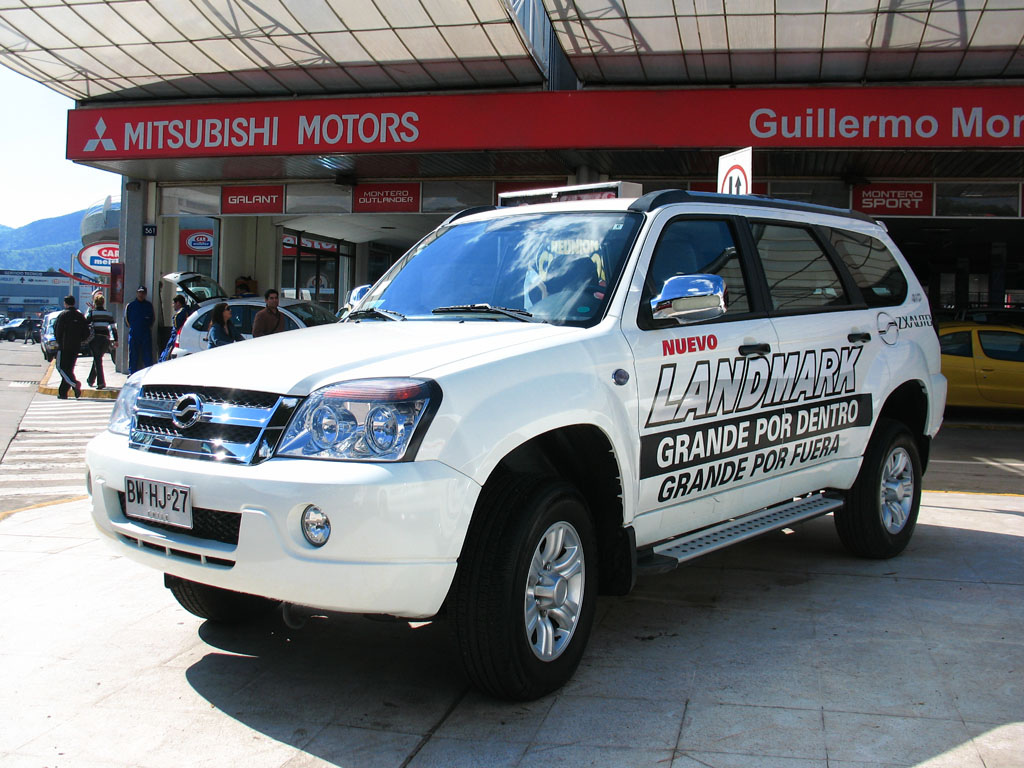
Zhongxing Landmark

Zhongxing Landmark чи ZX Landmark — позашляховики компанії ZXAuto (Китай).
Як і у більшості інших китайських автомобілів, список обладнання, яким оснащуються базові модифікації ЗетІкс Лендмарк, досить широкий. Силовий агрегат у Landmark — це 16-ти клапанний бензиновий двигун 4G64 з електронним багатоточковим уприскуванням, вироблений за технологією компанії Mitsubishi, потужністю 126 к.с. і обертовим моментом 193 Нм при 3000 об / хв задовольняє стандарту EURO III.
За безпеку водія і пасажирів у Landmark відповідає Антиблокувальна система (ABS) з електронним розподілом гальмівного зусилля по колесах (EBD). У Landmark використовується оригінальний модуль ABS компанії Delphi, який забезпечує автомобілю найвищі стандарти безпеки і ефективне гальмування. Крім цього, вже в базовій комплектації Landmark укомплектований електронними подвійними подушками безпеки для водія і переднього пасажира.

## В Україні
Станом на 18.09.2006 року ціна починалась від 106 050 грн. в реалізації від УкрАВТО (гарантія 2 роки або 100 000 км пробігу). Авто позиціонувалось як «чоловічий автомобіль для успішних людей».